# John Tansey

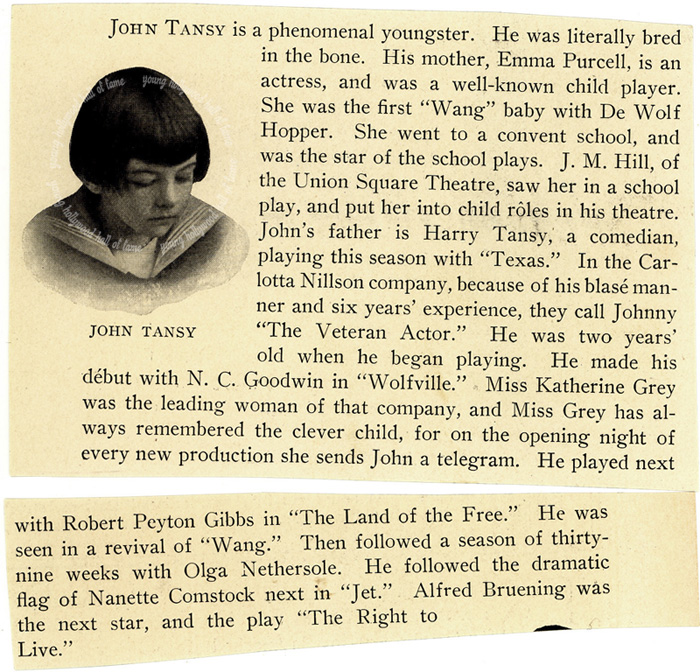
John Tansey, 1909

John „Johnny“ Foster Tansey (geboren am 8. Oktober 1901 in New York, New York; gestorben am 28. April 1971 in Hollywood, Kalifornien) war ein US-amerikanischer Schauspieler der Stummfilmzeit. Er spielte zwischen 1908 und 1932 in mehr als 20 Filmen mit, meist als Kinderstar der American Mutoscope and Biograph Company.

## Werdegang
John Tansey wurde als zweiter Sohn des Schauspieler-Ehepaars Harry Tansey und Emma Purcell Tansey in New York City geboren, der Vater starb am 12. März 1910 zu Hause an einer Lungenentzündung. Johns älterer Bruder Robert Emmett Tansey war ebenfalls Schauspieler und ab 1930 als Drehbuchautor, Filmregisseur, Produzent und in verschiedenen anderen Funktionen mit der Produktion einer Vielzahl von B-Western beschäftigt, bei zwei Filmen war John sein Koregisseur. Auch der jüngere Bruder James Sheridan Tansey wurde Schauspieler, er war zeit seines Lebens fast ausschließlich Darsteller von Nebenrollen in Western, meist unter der Regie von Robert.
John Tansey stand wie seine Mutter Emma bereits mit zwei Jahren auf einer Theaterbühne. Um 1908 bis 1910 spielte er auf verschiedenen Bühnen des New Yorker Broadway. Seine erste Filmrolle übernahm er 1908 in David Wark Griffith’ The Red Man and the Child, einer Produktion der American Mutoscope and Biograph Company. Seinerzeit wurden die Namen der Darsteller von den Filmproduzenten nicht veröffentlicht. Das lag auch im Interesse der Schauspieler mit Theaterengagements, da sie eine drastische Minderung ihres Ansehens befürchteten. Die Filmproduzenten wollten demgegenüber ihren eigenen Namen mit den Filmen verbunden wissen, und nicht die Namen ihrer Angestellten. Die Biograph Company gehört zu den Gesellschaften, die besonders lange an der Anonymität ihrer Schauspieler festhielten. Dennoch wurden die Darsteller vom Publikum natürlich wiedererkannt, Florence Lawrence, Marion Leonard und Mary Pickford wurden nacheinander die Biograph Girls, daneben gab es das Kalem Girl, das Vitagraph Girl und andere. Auch die Kinderstars wurden mit ihren Arbeitgebern identifiziert. John Tansey wurde nach Gladys Egan und Adele DeGarde der dritte Kinderstar der Biograph Company.
1910 verließ Tansey die Biograph und drehte von 1915 bis 1918 einige Filme bei anderen Gesellschaften, wobei seine Titelrolle in dem Piratenfilm Barnabee Lee von 1917 herausragte. Mit dem Ende seiner Kindheit war auch Tanseys Schauspieler-Karriere beendet, von 1924 bis 1932 folgten nur noch einige kleine Rollen, meist ohne namentliche Erwähnung. Im selben Zeitraum war er, meist mit seinem Bruder Robert, als Drehbuchautor, Regisseur und Produzent bei fünf Filmen beschäftigt. Die Gründung der Congress Pictures Corporation in Hollywood, mit seinem Bruder Robert und weiteren Geschäftspartnern, blieb Anfang 1932 ohne Erfolg. Bereits im Zusammenhang mit der ersten Produktion wurde die Gesellschaft von Barbara Bedford und weiteren Schauspielern wegen nicht gezahlter Löhne verklagt.
Über John Tanseys weiteres Leben ist nicht viel bekannt. 1930 war er mit seiner Frau Faith verheiratet, aus der Ehe ging der Sohn Dave Tansey hervor. Dave Tansey wurde später Professor an der University of California, Berkeley. Am 7. Oktober 1942 trat Tansey in die United States Army ein, zu diesem Zeitpunkt war seine Ehe geschieden. Tansey arbeitete als Techniker in einem Labor von Technicolor.

## Filmografie (Auswahl)
- 1908: The Red Man and the Child
- 1908: And a Little Child Shall Lead Them
- 1909: A Trap for Santa Claus
- 1915: Black Fear
- 1916: Broken Chains
- 1917: Barnaby Lee
- 1924: Wild and Wooly (Regisseur, Drehbuchautor)
- 1927: Mine Your Business! (Drehbuchautor)
- 1930: Romance of the West (Regisseur, Drehbuchautor, mit seinem Bruder Robert Emmett Tansey)
- 1930: Riders of the Rio (Produzent, mit seinem Bruder Robert Emmett Tansey)

## Theaterrollen (Broadway)
- The Traveling Salesman von James Forbes (Liberty Theater, Broadway, August 1908; Gaiety Theatre, Broadway, September 1908 bis April 1909, 280 Aufführungen)
- This Woman and This Man von Avery Hopwood (Maxine Elliott’s Theatre, Broadway, Februar bis März 1909, 24 Aufführungen)
- Strife von John Galsworthy (New Theatre, Broadway, ab November 1909 für unbestimmte Zeit)
- Liz the Mother von Frederick Fenn und Richard Pryce (New Theatre, Broadway, Januar 1910)
- Sister Beatrice (Schwester Beatrix) von Maurice Maeterlinck (New Theatre, Broadway, ab März 1910 für unbestimmte Zeit)
- The Winter's Tale (Das Wintermärchen) von William Shakespeare (New Theatre, Broadway, ab März 1910 für unbestimmte Zeit)
- The Merry Wives of Windsor (Die lustigen Weiber von Windsor) von William Shakespeare (New Theatre, Broadway, ab November 1910 für unbestimmte Zeit)
- The Piper von Josephine Preston Peabody, eine Bearbeitung der Sage vom Rattenfänger von Hameln in vier Akten (New Theatre, Broadway, ab Januar 1911 für unbestimmte Zeit)